# View Island
View Island ist eine Insel nahe dem Caversham Lock in der Themse bei Reading, Berkshire in England.
Die Insel war eine verlassene Werft, als das Reading Borough Council sie 1998 übernahm. Die Insel ist heute eine Parklandschaft. Die Insel ist mit Caversham über eine Fußgängerbrücke zur Heron Island verbunden, die eine Straßenbrücke besitzt.